# Arycanda decorata
Arycanda decorata är en fjärilsart som beskrevs av Swinhoe 1902. Arycanda decorata ingår i släktet Arycanda och familjen mätare. Inga underarter finns listade i Catalogue of Life.